# Station Saint-Germain-du-Puy
Station Saint-Germain-du-Puy is een spoorwegstation in de Franse gemeente Saint-Germain-du-Puy.